# Roeulx Communal Cemetery
Roeulx Communal Cemetery is een Britse militaire begraafplaats gelegen in de Franse plaats Roeulx (Noorderdepartement). De begraafplaats wordt onderhouden door de Commonwealth War Graves Commission.
De begraafplaats telt een Brits graf uit de Eerste Wereldoorlog.